# The World Without US (documentário)
The World Without US é um documentário americano criado por Mitch Anderson e Jason J. Tomaric. Lançado em 2008, ele explora o que poderia acontecer se os Estados Unidos deixarem o cenário internacional, rescindirem o seu alcance global e tornarem-se uma nação isolacionista pela primeira vez desde o início do século XX.